# Provincia de Tocopilla
Provincia de Tocopilla är en provins i Chile.   Den ligger i regionen Región de Antofagasta, i den norra delen av landet, 1 300 km norr om huvudstaden Santiago de Chile. Antalet invånare är 28 840. Arean är 16 236 kvadratkilometer.
Terrängen i Provincia de Tocopilla är huvudsakligen bergig, men den allra närmaste omgivningen är kuperad.
Provincia de Tocopilla delas in i:
- Maria Elena
- Tocopilla

Trakten runt Provincia de Tocopilla är ofruktbar med lite eller ingen växtlighet. Trakten runt Provincia de Tocopilla är nära nog obefolkad, med mindre än två invånare per kvadratkilometer.